# Игуаран, Арнольдо
Арно́льдо Альбе́рто Игуара́н Су́ньига (исп. Arnoldo Alberto Iguarán Zúñiga; родился 18 января 1957 года) — колумбийский футболист, выступавший на позиции нападающего. Являлся лучшим бомбардиром в истории сборной Колумбии.

## Клубная карьера
Игуаран родился в Риоаче, начал и закончил свою футбольную карьеру с «Кукута Депортиво». Он провёл 12 лет в «Мильонариосе» и дважды выиграл с клубом чемпионат Колумбии: в 1987 и 1988 годах. За 13 сезонов с «Мильонариосом» он забил 120 голов в 336 матчах. Игуаран вернулся в «Кукута Депортиво» и ушёл из футбола в возрасте 40 лет, что делает его одним из старейших игроков в истории колумбийской лиги.

## Карьера в сборной
Игуаран также считается одним из лучших игроков в истории сборной Колумбии, он удерживает бомбардирский рекорд в 25 мячей в 68 играх с 1979 по 1993 год. Одной из наиболее судьбоносных побед в его карьере завершился матч на Кубке Америка 1991, где его сборная победила Бразилию со счетом 2:0, первый гол забил Антони де Авила, а второй — Игуаран, на 66-й минуте.

## Наследие
После его ухода из спорта в 1990-х годах его брат, Камило Игуаран, основал в его честь футбольную академию.